# Liste der Stolpersteine in Brandenburg an der Havel

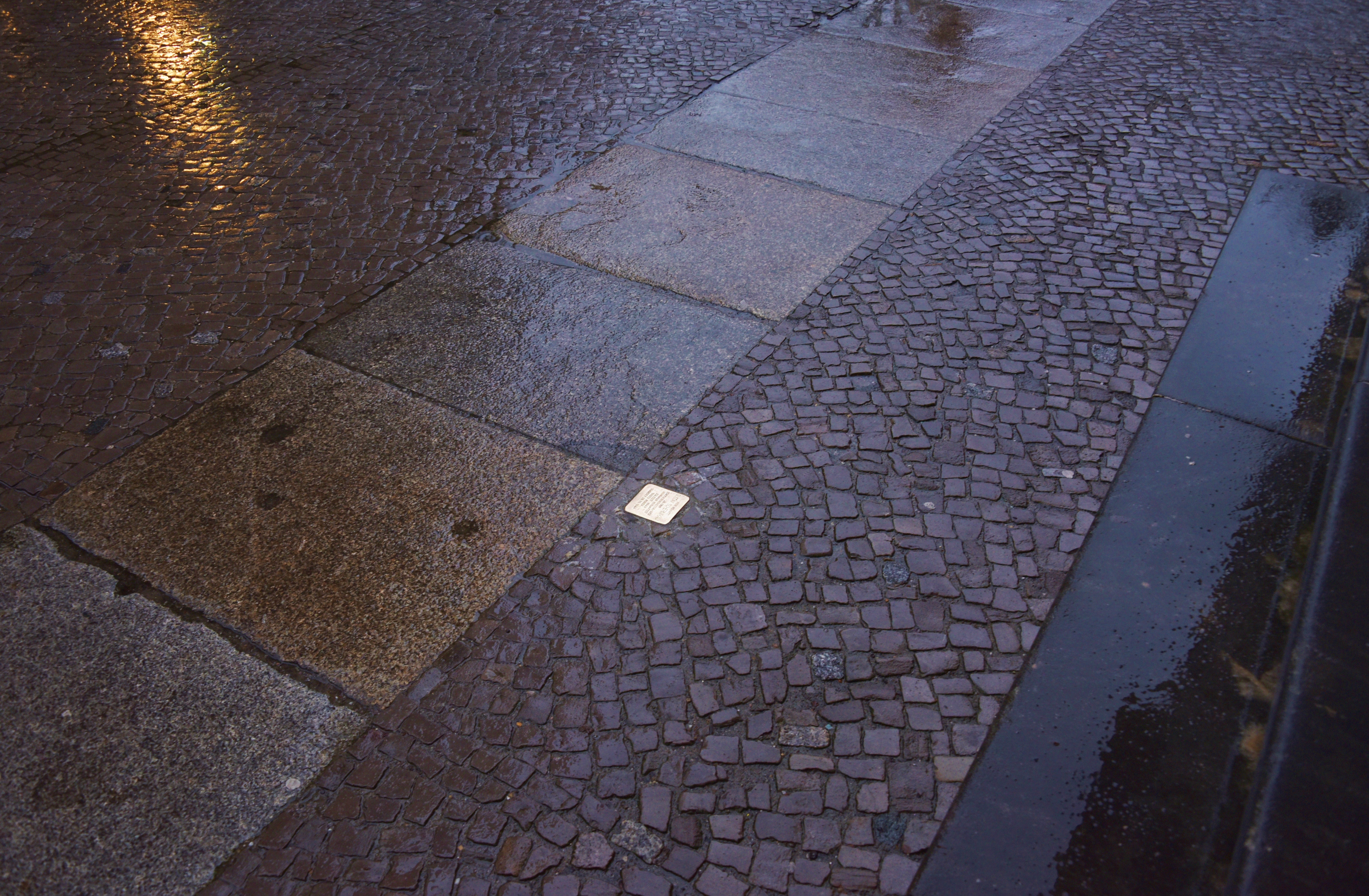
Stolperstein in Brandenburg an der Havel

Die Liste der Stolpersteine in Brandenburg an der Havel umfasst die Stolpersteine, welche vom Kölner Künstler Gunter Demnig bzw. in seinem Auftrag in Brandenburg an der Havel verlegt wurden. Sie sind Opfern des Nationalsozialismus gewidmet, all jenen, die vom NS-Regime drangsaliert, deportiert, ermordet, in die Emigration oder in den Suizid getrieben wurden.
Demnig verlegt für jedes Opfer einen eigenen Stein, im Regelfall vor dem letzten selbst gewählten Wohnsitz. 

## Verlegungen
Bislang wurden in Brandenburg an der Havel 16 Stolpersteine verlegt. 2013 wurden die ersten beiden Gedenksteine für den SPD-Politiker Gustav Schernikau und den katholischen Gefängnisseelsorger Bruno Schubert gelegt. Bis 2022 wurden keine Stolpersteine für Menschen mit jüdischem Glaubens- oder Familienhintergrund berücksichtigt, was an der örtliche Jüdischen Gemeinde, die dem Projekt von Gunter Demnig skeptisch bis ablehnend gegenübersteht, lag. So sammelte 2015 die Brandenburger Polizeidirektion Geld für einen weiteren Stolperstein und ersuchte das Stadtmuseum um einen Namensvorschlag. Das Projekt scheiterte jedoch, da die Initiatoren Rücksicht auf die Befindlichkeit der Jüdischen Gemeinde nahmen. Aus Vorarbeiten von Schülern wurden eine Reihe von Persönlichkeiten der Stadt als NS-Opfer bekannt. Als mögliche Kandidaten für Stolpersteine wurden genannt:
- Wilhelm Bahms, geboren 1880, Kommunist, der vom NS-Regime ermordet wurde,
- Lilli Friesicke, eine jüdische Ärztin, die das Grundstück Katharinenkirchplatz 8 besaß, nach den Novemberpogromen 1938 verhaftet wurde und im Polizeigewahrsam des Neustädtischen Rathauses unter unklaren Umständen zu Tode gekommen. Für sie und ihre beiden Kinder wurden 2023 drei Steine verlegt.[2]
- Karl Lühnsdorf, dessen Nachkommen jedoch ihre Zustimmung für die Verlegung eines Stolpersteines zurückgezogen haben,
- Karl Miethe, 1903 geboren in Plaue, Fischhändler und Kommunist, geflüchtet nach der NS-Machtergreifung, zur Rückkehr gezwungen, 1940 verhaftet, deportiert ins KZ Sachsenhausen, im Frühjahr 1945 ins KZ Bergen-Belsen und dort ermordet.

Feliks Byelyenkov, der Vorsitzende der Jüdischen Gemeinde in Brandenburg, lehnt Stolpersteine ab: „Man sollte in Augenhöhe gedenken und nicht beim Gedenken in den Dreck gucken.“.
Er wolle „[…] sich aber dem Wunsch der Familie nicht in den Weg stellen […]"“. Bei den seit 2022 verlegten Steine ist der Wille der Familie ausschlaggebend für die Verlegung gewesen, angefangen mit dem für Wally Lesser.
Die ersten beiden Verlegungen erfolgten am 19. September 2013 durch Gunter Demnig. Initiiert wurden die Verlegungen von Marie Luise von Halem, einer Landtagsabgeordneten vom Bündnis 90/Die Grünen. Die Patenschaften für die Steine übernahmen der Stadtverband der SPD und die Katholische Gemeinde Heilige Dreifaltigkeit.
Vier weitere Steine, zum Gedenken an die jüdischen Opfer, wurden am 16. September 2022 verlegt, jedoch nicht im Beisein von Gunter Demnig. Die Patenschaft für den Stein für Wally Lesser übernahm Oberbürgermeister Steffen Scheller, die Patenschaften für die Steine für Bernhard Meyer und Sally Cohn übernahm die Brandenburger Juristische Gesellschaft e. V., und für Grete Cohn der Rotary Club Brandenburg an der Havel.
Weitere drei Stolpersteine wurden am 10. November 2023 für Lilli Friesicke und ihre beiden Kinder, ebenfalls nicht im Beisein von Gunter Demnig, aber in Anwesenheit zweier ihrer Urenkelinnen aus den Niederlanden sowie Vertretern der Stadtverwaltung, des Kulturausschusses der Stadtverordnetenversammlung und Schülerinnen und Schüler des Dom-Gymnasiums vor dem Standort ihres ehemaligen Wohn- und Praxishauses am Katharinenkirchplatz 8 (inzwischen durch einen Neubaublock ersetzt) verlegt. Die Patenschaften für die Steine der Familie Friesicke haben Mitglieder des Kulturausschusses, des Kulturbeirats und mehrere Privatpersonen übernommen.
Am 24. Mai 2024 erhielten Reinhard Helmut, Hans-Hermann und Erich Rudolf Lesser neben dem Stein der Mutter Wally Lesser vor dem Haus Domlinden 5 ihre eigenen Stolpersteine. Die Patenschaften für die drei Steine übernahmen die Nachkommen aus dem Familienverband Lesser.
Die letzten vier Stolpersteine wurden am 16. Juli 2024 für vier Mitglieder der Familie Milewski/Richter vor dem Haus St.-Annen-Straße 14 verlegt, wiederum nach Recherchen von Schülerinnen und Schülern des Domgymnasiums in Zusammenarbeit mit der Begegnungsstätte Schloss Gollwitz und dem Stadtmuseum.

## Stolpersteine
In Brandenburg an der Havel wurden bislang 16 Stolpersteine an sieben Adressen verlegt (Stand Juli 2024).
| Stolperstein                                          | Inschrift | Verlegeort                     | Name, Leben |
| ----------------------------------------------------- | --- | ------------------------------ | --- |
| weitere Bilder \|                                     | HIER WOHNTE GRETE COHN FLUCHT 1941 USA | Packhofstraße 24 ·             | Grete Cohn war Helferin in der Arztpraxis ihres Bruders. Zusammen mit ihrem Mann, Sally Cohn, wanderte sie 1941 in die USA aus. Sie verstarb 1947. |
| weitere Bilder \|                                     | HIER WOHNTE SALLY COHN JG. 1879 BERUFSVERBOT 1933 FLUCHT 1941 USA                                                                                     | Packhofstraße 24 ·             | Sally Cohn war Rechtsanwalt, Notar und Stadtverordneter. Am 09.11.1938 sollte Sally Cohn in der Reichspogromnacht verhaftet werden, war allerdings zu diesem Zeitpunkt in Berlin. Zusammen mit seiner Frau, Grete Cohn, wanderte er 1941 in die USA aus. Er verstarb 1963. |
| Stolperstein für Heinz Herbert Friesicke              | HIER WOHNTE HEINZ HERBERT FRIESICKE JG. 1921 GEDEMÜTIGT / ENTRECHTET TOT AN DEN FOLGEN 9. OKT. 1945                                                   | Katharinenkirchplatz 8 ·       | Heinz Herbert Friesicke wurde am 9. September 1921 als Sohn der Ärzte Dr. Lilli und Dr. Georg Friesicke in Berlin geboren. Ihm gelang es nicht, nach dem Tod seiner Mutter Deutschland zu verlassen und überstand die NS-Zeit unter nicht geklärten Umständen. Nach dem Besuch der Amerikanischen Schule in Berlin hatte er zwischenzeitlich den Beruf eines technischen Zeichners erlernt und ein Studium der Ingenieurwissenschaften begonnen. Er verstarb aufgrund von mutmaßlich schlechter medizinischer Versorgung und Unterernährung am 9. Oktober 1945 in Berlin an Typhus.                |
| Stolperstein für Dr. Luise Friesicke                  | HIER WOHNTE DR. LUISE ‘LILLI‘ FRIESICKE GEB. CULP JG. 1888 VERHAFTET 9.11.1938 BRANDENBURG/HAVEL ERMORDET 10.11.1938                                  | Katharinenkirchplatz 8 ·       | Dr. Luise Friesicke, genannt Lilli, wurde am 8. Oktober 1888 in Elberfeld geboren. Sie hatte Medizin (Gynäkologie) studiert, war 1915 promoviert worden und eröffnete gemeinsam mit ihrem Mann, dem Arzt Dr. Georg Friesicke, nach dem Ersten Weltkrieg in Brandenburg (Havel) eine Gemeinschaftspraxis, die sie nach dessen Tod allein weiterbetrieb. 1933 wurde ihr die Kassenzulassung entzogen, so dass sie in ihrer Privatpraxis weiterarbeiten musste. Während der Reichspogromnacht wurde sie am 9. November 1938 festgenommen und starb am 10. November in Polizeigewahrsam.               |
| Stolperstein für Marlene Sevenhuijsen, geb. Friesicke | HIER WOHNTE MARLENE FRIESICKE VERH. SEVENHUIJSEN JG. 1925 FLUCHT 1938 HOLLAND ÜBERLEBT                                                                | Katharinenkirchplatz 8 ·       | Marlene Friesicke, später verehelichte Sevenhuijsen, wurde am 8. Juli 1925 in Brandenburg an der Havel als Tochter der Ärzte Dr. Lilli und Dr. Georg Friesicke in Brandenburg an der Havel geboren. Ihr gelang es irgendwann 1938 nach dem Tode ihrer Mutter zu Verwandten in den Niederlanden zu fliehen, wo sie später heiratete und wo ihre Nachfahren noch heute leben. |
|                                                       | HIER WOHNTE WALLY LESSER GEB. HONIG JG. 1888 FLUCHT 1940 SHANGHAI TOT 7. Juli 1941 SHANGHAI                                                           | Domlinden 5 ·                  | Wally Lesser kam mit ihrer Familie um 1921 aus Posen nach Brandenburg an der Havel. Nachdem 1939 ihr letztes ihrer drei Kinder ins Exil ging, verließ auch sie Deutschland 1940 mit dem Schiff nach Shanghai. Sie verstarb am 7. Juli 1941 an einer Blutvergiftung. |
|                                                       | HIER WOHNTE ERICH RUDOLF LESSER JG. 1909 FLUCHT 1939 AUSTRALIEN                                                                                       | Domlinden 5 ·                  | Erich Rudolf Lesser war der 1909 geborene älteste Sohn von Wally und Max Lesser. Er konnte mit seiner Familie 1939 als letzter der drei Söhne nach Australien fliehen, wo seine Nachfahren heute noch leben. |
|                                                       | HIER WOHNTE HANS-HERMANN LESSER JG. 1911 FLUCHT 1936 PALÄSTINA                                                                                        | Domlinden 5 ·                  | Hans-Hermann Lesser war der mittlere Sohn von Wally und Max Lesser, 1911 geboren. Er floh 1936 nach Palästina. Er nahm den Namen Chanan Lapid an. Seine Nachfahren leben heute in Israel und in Belgien. |
|                                                       | HIER WOHNTE REINHARD HELMUT LESSER JG. 1913 FLUCHT 1936 USA                                                                                           | Domlinden 5 ·                  | Reinhard Helmut Lesser war der 1913 geborene jüngste Sohn von Wally und Max Lesser. Er floh 1936 in die USA. Seine Nachfahren leben heute noch dort und in Deutschland. |
| weitere Bilder \|                                     | HIER WOHNTE / ARBEITETE BERNHARD MEYER JG. 1862 GEDEMÜTIGT / ENTRECHTET BERUFSVERBOT 1933 FLUCHT IN DEN TOD 7. Okt. 1935                              | Packhofstraße 12 ·             | Bernhard Meyer war Justizrat, Rechtsanwalt und Notar. Er starb am 7. Oktober 1935 an den Folgen eines Suizidversuchs. |
| Stolperstein für Klara Milewski, geb. Fränkel         | HIER WOHNTE KLARA MILEWSKI GEB. FRÄNKEL JG. 1894 DEPORTIER 1942 GHETTO WARSCHAU ERMORDET                                                              | St.-Annen-Straße 14 ·          | Klara Milewski, geboren 1894, wurde 1942, wie auch ihr Mann und ihre Tochter, in das Ghetto Warschau deportiert und ermordet. |
| Stolperstein für Naftali Anton Milewski               | HIER WOHNTE NAFTALI ANTON MILEWSKI JG. 1892 SCHUTZHAFT 1938 KZ DACHAU DEPORTIERT 1942 GHETTO WARSCHAU ERMORDET                                        | St.-Annen-Straße 14 ·          | Naftali Anton Milewski, geboren 1892, wurde 1942, wie auch seine Frau und seine Tochter, in das Ghetto Warschau deportiert und ermordet. |
| Stolperstein für Rosa Amelie Milewski                 | HIER WOHNTE ROSA AMELIE MILEWSKI JG. 1928 GETRENNT VON ELTERN 1940 BERLIN DEPORTIERT 1942 GHETTO WARSCHAU ERMORDET                                    | St.-Annen-Straße 14 ·          | Rosa Amelie Milewski, geboren 1928, wurde 1942, wie auch ihre Eltern, in das Ghetto Warschau deportiert und ermordet. |
| Stolperstein für Helena Richter, verh. Brueck         | HIER WOHNTE HELENA RICHTER VERH. BRUECK JG. 1921 FLUCHT 1938 USA                                                                                      | St.-Annen-Straße 14 ·          | Helena Richter, geboren 1921, war die Tochter aus erster Ehe von Klara Milewski. Ihre Mutter, ihr Stiefvater sowie ihre Stiefschwester wurden 1942 ins Ghetto Warschau deportiert und ermordet. Helena Richter selbst gelang bereits 1938 die Flucht in die USA. |
| weitere Bilder \|                                     | HIER WOHNTE GUSTAV SCHERNIKAU JG. 1891 STADTVERORDNETER / SPD MEHRMALS VERHAFTET ZULETZT 1944 GROSS-ROSEN ERMORDET 28.11.1944                         | Katharinenkirchplatz 5 ·       | Gustav Schernikau wurde am 10. Juli 1891 geboren. Er war Magistratsangestellter, Stadtverordneter und Kaufmann. Er gehörte der SPD an. Nach der Machtergreifung der Nationalsozialisten wurde der Politiker mehrfach verhaftet. Er wurde in mehrere Konzentrationslager deportiert und starb am 28. November 1944 im KZ Groß-Rosen angeblich an Herzschwäche. |
|                                                       | HIER WOHNTE PFARRER BRUNO SCHUBERT JG. 1883 VERHAFTET 9.4.1937 'HILFE FÜR GEFANGENE' GEFÄNGNIS BERLIN-ALEXANDERPLATZ TOT 6.5.1937 TODESURSACHE UNKLAR | Neustädtische Heidestraße 26 · | Bruno Schubert wurde am 30. März 1883 in Lissa (heute Leszno, Polen) geboren. Er war ab Oktober 1919 Pfarrer der katholischen Dreifaltigkeitsgemeinde in Brandenburg und während der NS-Zeit Seelsorger im Zuchthaus Brandenburg-Görden. „Weil er Gefangenen ‚über das Maß des Erlaubten hinaus‘ Beistand, Lesestoff und Lebensmittel verschaffte“, wurde er von der Gestapo am 9. April 1937 verhaftet. Am 6. Mai 1937 fand man ihn erhängt in der Zelle im Polizeigefängnis Berlin-Alexanderplatz. Der Stolperstein wurde vor dem früheren Pfarrhaus und der heutigen katholischen Kita verlegt. |